# Mah-i Mulk Khatun
Mah-i Mulk Khatun (in persiano ماه ملک خاتون‎, anche nota come Mah Melek Hatun; Isfahan, dopo il 1065 – Isfahan, 1089) è stata una principessa selgiuchide, figlia di Malik Shah I, e consorte del califfo Al-Muqtadi.

## Biografia
Mah-i Mulk Khatun nacque a Isfahan, nell'impero selgiuchide, dal sultano Malik Shah I e dalla sua consorte principale, Terken Khatun. Era la loro unica figlia femmina, nata in data sconosciuta dopo il loro matrimonio nel 1065. Aveva cinque fratelli di sangue. 
Nel 1082 il califfo al-Muqtadi inviò un'ambasciata guidata da Fakhr ad-Dawla per chiedere in moglie Mah-i Mulk. Essendo il sultano Malik in lutto per la morte del suo erede Dawud, anche lui figlio di Terken, Fakhr si rivolse piuttosto al visir Nizam al-Mulk, il quale espresse il suo favore ma ammise di aver bisogno del permesso della madre della principessa, che era però una sua rivale politica. Fakhr le offrì una dote di 20.000 dinari, ma Terken rifiutò perché intendeva accettare invece la proposta del sultano di Ghazni, che ne offriva 100.000 per la mano di sua figlia. Tuttavia, fu persuasa ad accettare da Khadija Arslan Khatun, zia di Malik, che la convinse che un matrimonio col califfo sarebbe stato meno ricco ma più vantaggioso. 
Tuttavia, Terken impose pesanti condizioni: la dote e il mahr dovevano ammontare in totale a 150.000 dinari, il califfo doveva mettere da parte la sua attuale moglie (Sifri Khatun, sorella di Malik), congedare le sue concubine e rinunciare ad avere rapporti sessuali con altre donne, condizione che limitava fortemente le politiche riproduttive abbasidi, che si basavano sull'umm walads piuttosto che sull'avere figli con nobildonne straniere. Alla fine, il califfo accettò tutte le condizioni e Malik diede in suo consenso alle nozze. 
Dopo la cerimonia Mah-i Mulk continuò a vivere coi genitori e si trasferì dal marito a Baghdad solo nel marzo 1087. Il matrimonio, consumato nel maggio 1087 portò immediatamente alla nascita di un figlio, Jafar, ma in seguito il califfo iniziò a trascurarla e Mah-i Mulk pretese di tornare a casa, portando con sé il figlio. Lasciò Baghdad il 29 maggio 1089, ma durante il viaggio si ammalò e morì pochi mesi dopo, quando era appena arrivata a Isfahan. 
Dopo la morte di Malik sul finire del 1092 il califfo pretese la restituzione di suo figlio: venne accontentato, ma il bambino morì a metà dell'anno seguente. 

## Discendenza
Dal suo matrimonio, Mah-i Mulk Khatun ebbe un figlio:
- Jafar ibn Abdallah al-Muqtadi (31 gennaio 1088 - 21 giugno 1093, sepolto nel cimitero di Rusafah).